# Église de Jalasjärvi
L'église de Jalasjärvi (finnois : Jalasjärven kirkko) est une église luthérienne, en bois, située dans le quartier de Jalasjärvi à Kurikka en Finlande. 

## Présentation
L'église conçue par Salomon Köhlström offre 1000 places assises.
Le retable actuel, intitulé la Transfiguration du Christ, est peint en 1906 par Alexandra Frosterus-Såltin.
L'ancien retable peint par Mikael Toppelius en 1805 est conservé dans l'église.
Depuis 1993, l'église de Jalasjärvi est inscrite par la direction des musées de Finlande au registre des Sites culturels construits d'intérêt national.

## Galerie

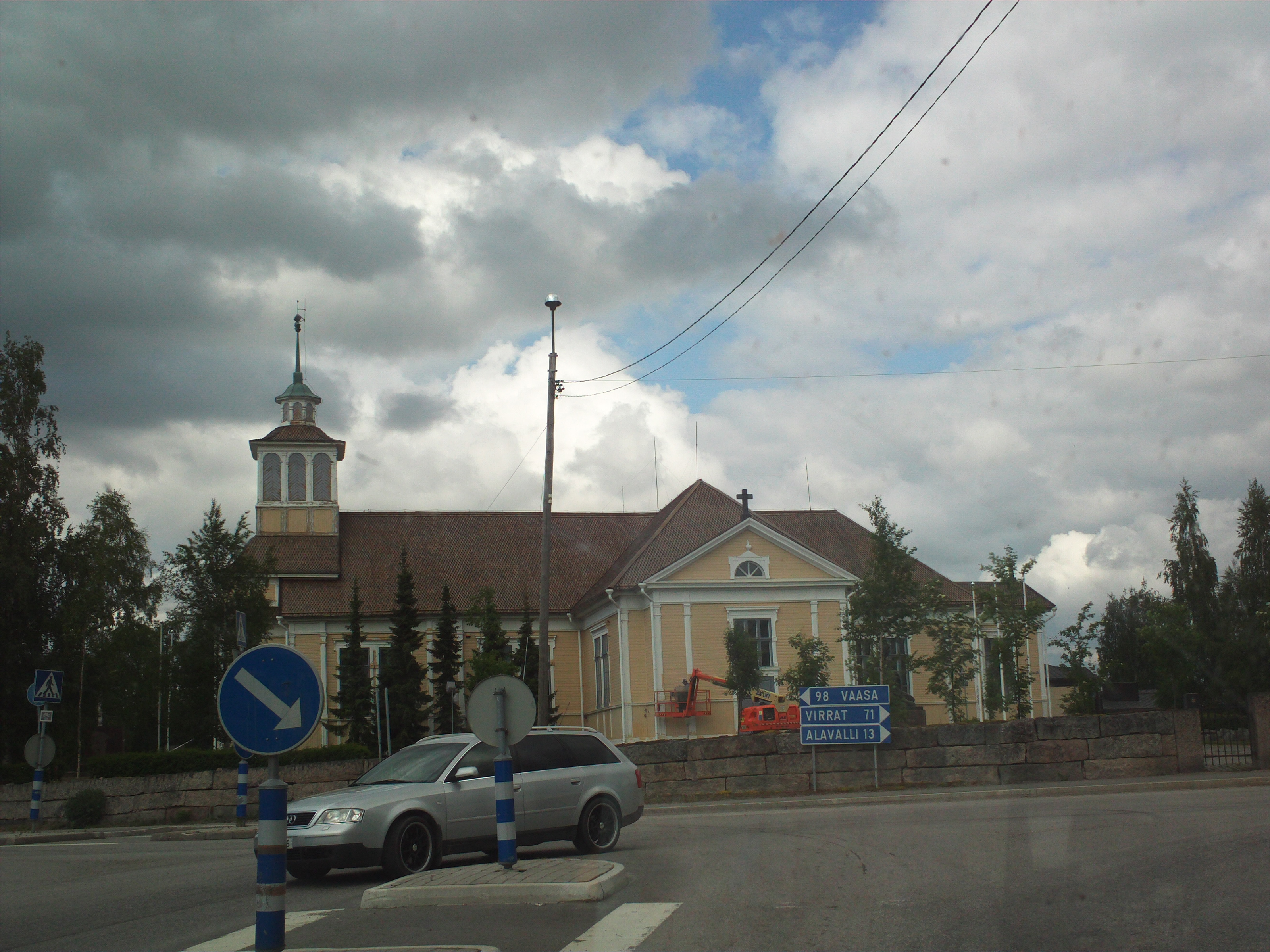
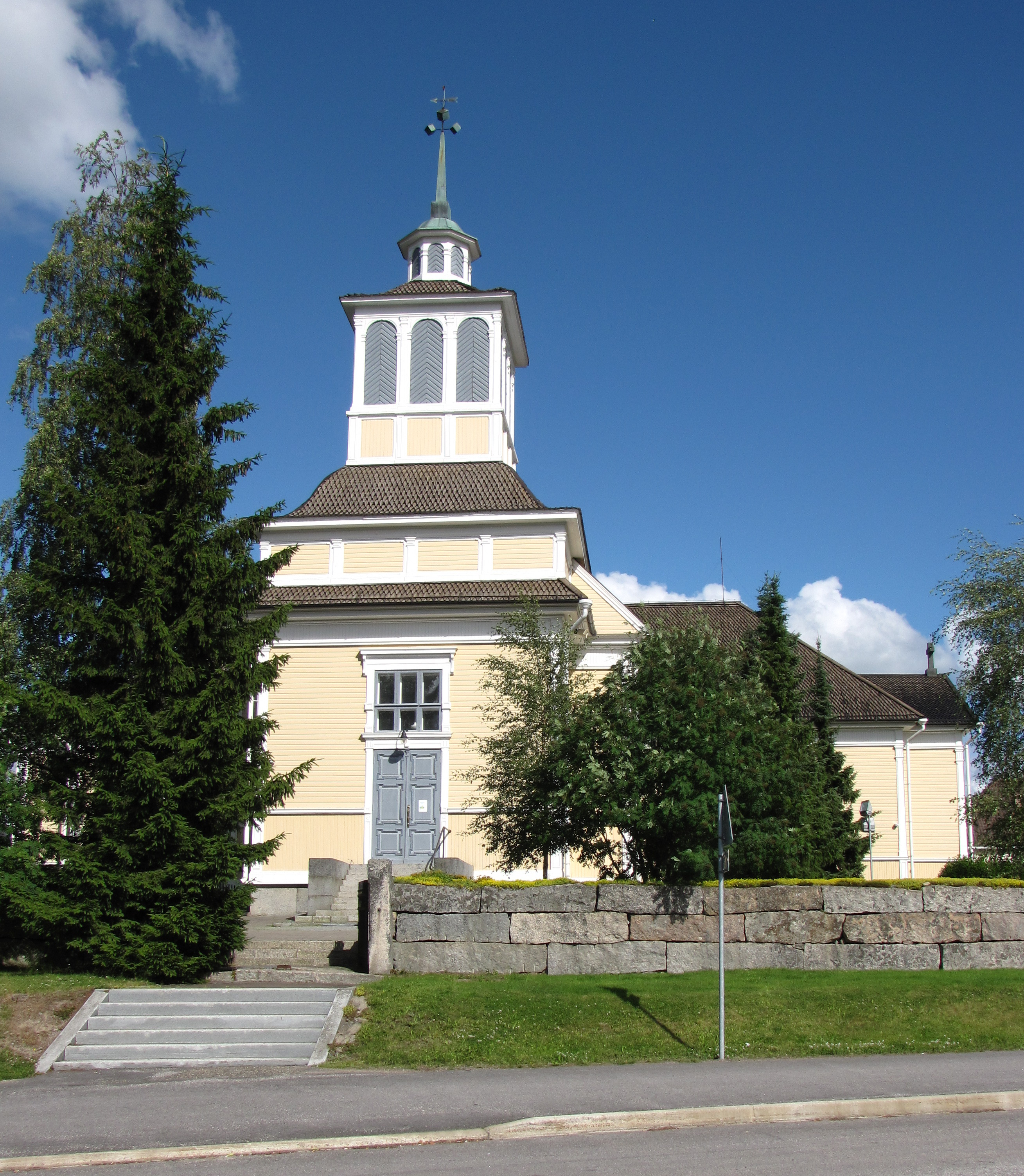
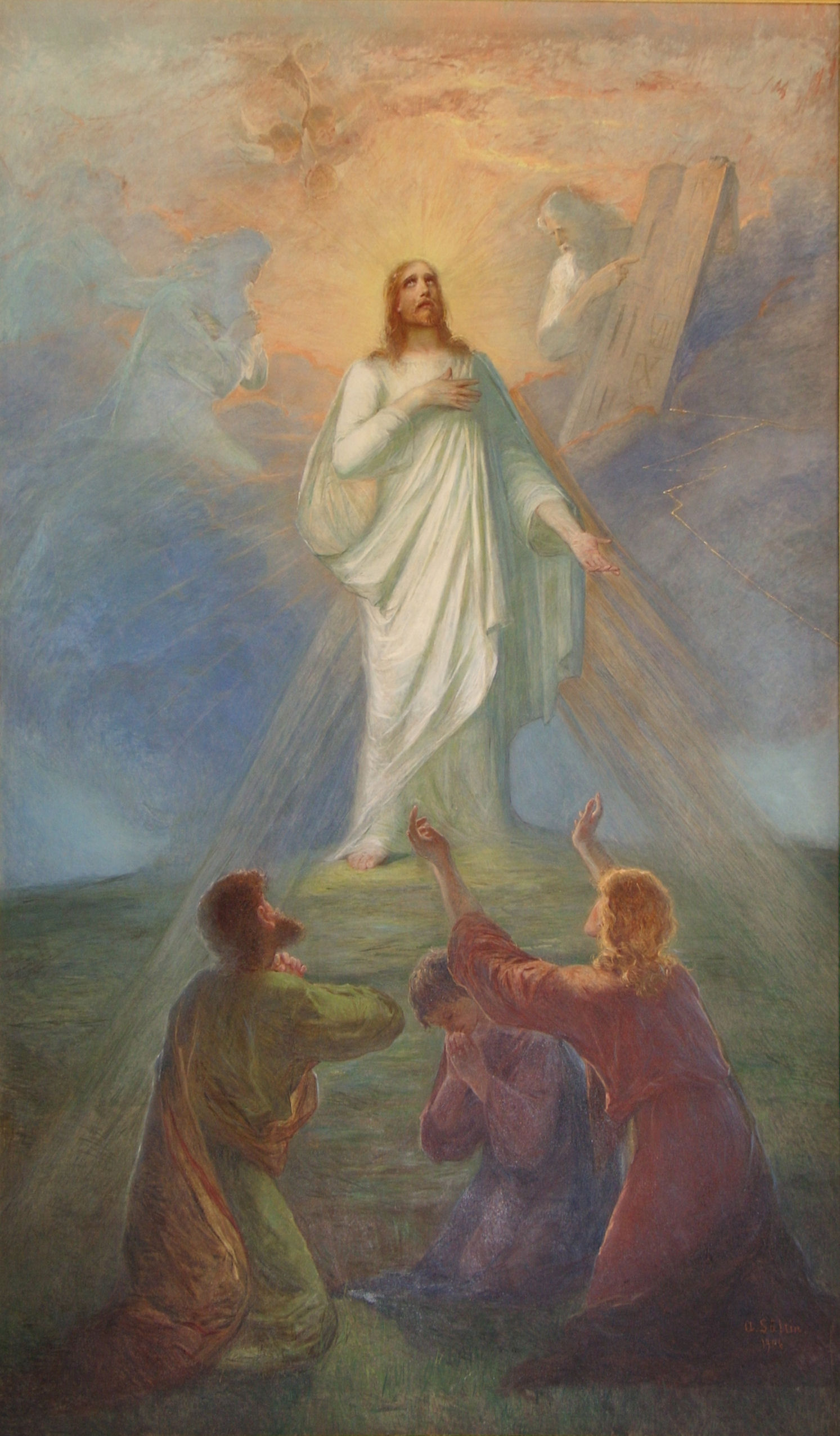
Retable peint par Alexandra Frosterus-Såltin